# Ganzendiep
Het Ganzendiep is een zijtak van de Nederlandse rivier de IJssel bij de stad Kampen. Het Ganzendiep is negen kilometer lang en mondt uit in het Zwarte Meer. Het Ganzendiep is bij de IJssel afgesloten met een sluis, de Ganzensluis. Het riviertje de Goot is weer een zijtak van het Ganzendiep. Tot in de 19de eeuw was het Ganzendiep de hoofdstroom van de IJssel.
De monding van het Ganzendiep in het Zwarte Meer is niet bevaarbaar. De vaarroute van de IJssel naar het Zwarte Meer is via de Goot. De dijk langs het Ganzediep is in het verleden meerdere keren doorgebroken, waardoor diverse kolken aangetroffen worden. De dijk werd bij herstel om deze kolk aangelegd.
Het eerste deel van het Ganzendiep van de Ganzensluis tot de Goot (zes kilometer) is eigendom van de provincie Overijssel. Het tweede deel van het Ganzendiep van de Goot tot aan het Zwarte Meer (drie kilometer) is eigendom van Staatsbosbeheer. Het visrecht van het gehele Ganzendiep valt onder het Heerlijke visrecht van de gemeente Kampen.
In het tweede deel van het Ganzendiep ligt sinds 2004 in de zomermaanden een recreatieve fietspont. De pont is een verbinding tussen het Kampereiland en de Mandjeswaard. Aan het Ganzendiep ligt de plaats Grafhorst. De Vikingen zijn via het Ganzendiep tot in Grafhorst geweest. In de huidige loop van het water ligt de vroegere kerk van het dorp.
Het vaarwater, van de Ganzensluis tot de aftakking naar het riviertje de Goot, is bruikbaar voor binnenvaartschepen tot met CEMT-klasse IV en pleziervaart.